# Plume pennacée
La plume pennacée est un type de plume présent chez la plupart des oiseaux modernes et chez certaines autres espèces de dinosaures maniraptoriformes.

## Description
Une plume pennée possède un pédoncule ou une plume. Sa partie basale, appelée calamus, est enfoncée dans la peau. Le calame est creux et possède une moelle formée des restes secs de la pulpe de la plume. Le calame s'ouvre en bas par un ombilic inférieur et en haut par un ombilic supérieur. Le pédoncule au-dessus du calame est un rachis solide ayant un sillon ombilical sur sa face inférieure. Les plumes pennacées ont un rachis avec des ailettes ou vaxillum s'étendant de chaque côté. Ces ailettes sont composées d'un grand nombre de barbes aplaties, qui sont reliées entre elles par des barbules.
Les barbules sont de minuscules brins qui s'entrecroisent sur les côtés aplatis des barbes. Cela forme un filet miniature semblable à du velcro qui maintient toutes les barbes ensemble, stabilisant ainsi les ailettes.
Les plumes pennées situées sur l'aile, et ailleurs où les contraintes liées au vol ou à d'autres activités sont élevées, sont donc attachées de manière particulièrement forte. Cette fixation solide est assurée par des ligaments sous la peau, ce qui, chez certains oiseaux et autres dinosaures à plumes, se traduisent par des bosses ou des marques surélevées le long de l'os du membre antérieur arrière (ulna, anciennement cubitus). Ces bosses, appelées boutons de piquants (papilles ulnaires), sont souvent utilisées comme une indication indirecte de plumes de membres antérieurs fortement attachées chez les espèces fossiles, et peuvent également indiquer indirectement le nombre de rémiges secondaires dans un spécimen donné,.
Les plumes de vol (rémiges et rectrices) sont des types spécialisés de plumes pennées, adaptées à des charges élevées et souvent fortement asymétriques pour améliorer les performances de vol (en).